# San Luis Potosí Challenger 2005
Il San Luis Potosí Challenger 2005 è stato un torneo di tennis facente parte della categoria ATP Challenger Series nell'ambito dell'ATP Challenger Series 2005. Il torneo si è giocato a San Luis Potosí in Messico dal 21 al 27 marzo 2005 su campi in terra rossa.

## Vincitori

### Singolare
Fernando Vicente ha battuto in finale  Dick Norman con il punteggio di 6–4, 6–4.

### Doppio
Łukasz Kubot /  Oliver Marach hanno battuto in finale  Juan Pablo Brzezicki /  Juan Pablo Guzmán con il punteggio di 6–1, 3–6, 6–3.